# Jangdo (Wando-gun)
Jangdo (koreanska: 장도) är en ö i Sydkorea.   Den ligger i provinsen Södra Jeolla, i den södra delen av landet, 400 km söder om huvudstaden Seoul. Arean är 0,17 kvadratkilometer.
Terrängen på Jangdo är platt.